# Robert Walterscheid-Müller
Robert Walterscheid-Müller (* 8. März 1962 in Troisdorf) ist ein ehemaliger deutscher Automobilrennfahrer.

## Karriere
Robert Walterscheid-Müller fuhr von 1984 bis 1987 in der Deutschen Tourenwagen-Meisterschaft (DTM). Dort setzte er anfangs einen Opel Manta GTE und ab dem Ende der Saison 1984 einen BMW 635 CSi ein. 1987 ging er mit einem BMW M3 an den Start. Sein bestes Ergebnis in der DTM erreichte er 1984 mit dem sechsten Rang in Zolder.
Ab 1985 startete Walterscheid-Müller für das Auto Budde Team in der Tourenwagen-Europameisterschaft mit einem BMW 635 CSi in der 3. Division. Ein Jahr später pilotierte er einen BMW 325i in der 2. Und 3. Division. 1987 wechselte Walterscheid-Müller auf einen BMW M3, den er bis zu seinem letzten Rennen in der Rennserie 1988 einsetzte. In der Tourenwagen-Europameisterschaft erreichte er 1985 mit dem fünften Platz in der Gesamtwertung zusammen mit Jürgen Hamelmann und Axel Felder beim 24-Stunden-Rennen von Spa-Francorchamps sein bestes Resultat in der Rennserie.
Von 1991 bis 1993 fuhr Walterscheid-Müller mit einem Ford Sierra RS Cosworth 4×4 und BMW M3 E36 in der Klasse über 2,5-Liter-Fahrzeuge der Deutschen Tourenwagen Trophäe (DTT). Dort konnte er sich regelmäßig unter die besten fünf Platzierungen einreihen. Sein bestes Ergebnis erzielte er 1991 mit dem dritten Rang im Supersprint-Rennen auf dem Nürburgring.
Walterscheid-Müller startete während seiner Rennfahrerlaufbahn mehrmals bei Langstreckenrennen. In der Deutschen Langstreckenmeisterschaft erreichte er neun Wertungsgruppensiege und einen Klassensieg.
Sein größter Erfolg war der Gesamtsieg 1985 beim 24-Stunden-Rennen auf dem Nürburgring mit Jürgen Hamelmann und Axel Felder auf einem BMW 635 CSi.
1994 beendete er seine Motorsportkarriere.